# Axenstar
Axenstar es un grupo de power metal proveniente de Västerås, Suecia.

## Historia
El quinteto sueco Axenstar se formó en 1998 por Peter Johansson (guitarra) y Magnus Ek (bajo) como una banda de versiones bajo el nombre de Powerage. El cantante era "Mr.Eddie", el batería y guitarra solista eran Johan Burman de Chemical Co-operation y Magnus Söderman de Lost Souls.
Bajo el nombre de Powerage realizaron su única aportación en el mercado con esta formación con la grabación del tema "Hallowed be thy name" de Iron Maiden en el CD "Made in Scandinavia". En 1999 Eddie fue reemplazado por Magnus Eriksson (cantante y teclista) y Thomas el hermano de Magnus se hizo cargo de la guitarra solista. A partir de ese momento Pontus Jansson fue el batería de la banda.
Después de todos estos cambios en la formación, comenzaron a componer su propio material. En marzo de 2000, registran su primera demo,The Beginning,en los estudios Underground. The Beginning recibió excelentes críticas en la prensa sueca. Powerage tocaron en varios conciertos en su ciudad natal con bandas como The Storyteller o Stormwind.
En enero de 2001 la banda registra otras 2 nuevas canciones, "Confess Thy Sins" y "Seventh Labyrinth". En marzo de 2001 la banda decide cambiar su nombre a Axenstar.
En agosto de 2001 la banda entra de nuevo al estudio Sutare para la grabación de una nueva demo simplemente llamada Promo 2001. Esta vez registran 3 canciones.
Axenstar fichan con Arise Records y descargan en el festival sueco Motala. En marzo de 2002 graban su álbum debut Perpetual Twilight en los estudios Underground, el álbum lo masteriza Mika Jussila en los estudios Finnvox y la portada la realiza Travis Smith (Nevermore, King Diamond). Perpetual Twilight se editó el 7.10.2002.
La banda realiza numerosos conciertos en Suecia, destacando su participación en el festival Sweden Rock en junio de 2003. Su segundo trabajo Far From Heaven fue registrado en los estudios Underground y masterizado por Peter In de Betou (Hypocrisy, Amon Amarth). La increíble portada ha sido diseñada por C.A.Interactive.
En enero del 2004 Axenstar tuvo la oportunidad de hacer su primer tour europeo como teloneros de Falconer, desgraciadamente Magnus Ek no podía ir y su sustituto al bajo fue Joakim Jonsson(Skyfire, The Mist of Avalon), el cual resultó ser muy bueno.
El tercer álbum The Inquisition vio la luz en el 2005, pero durante este periodo y hasta un tiempo después de la salida del disco, se produjeron problemas internos en la banda, que tuvieron como resultado la marcha de los guitarristas Peter Johansson y Thomas Eriksson, por razones personales, a finales de verano del 2005.
Tras el tercer disco el contrato con Arise Records llegó a su fin y Axenstar comenzó a buscar nueva discográfica, con Joakim Jonsson en el puesto de guitarra solista. En el otoño de 2005 firmaron un nuevo contrato con el sello alemán Massacre Records y en la primavera de 2006 el cuarto álbum The Final Requiem fue grabado, como de costumbre, en los estudios Underground.
Después de la salida del cuarto disco volvieron a producirse cambios en el seno de la banda, marchándose Magnus Ek(bajo) y Pontus Jansson(batería).
Unos meses después los dos miembros que quedaban en Axenstar, Magnus Winterwild y Joakim Jonsson, encontraron un nuevo batería llamado Thomas Ohlsson. Comenzó la búsqueda de bajista y Thomas contactó con Henrik Sedell al que ya conocía de tocar juntos en otras ocasiones.
La química con los dos nuevos miembros fue genial y todo va bien tanto en lo personal como en lo profesional.

## Miembros

### Actuales
- Joakim Jonsson (guitarra)

- Magnus Winterwild (voz, guitarra y teclados)

- Jens Klovegård (guitarra)

- Adam Lindberg (batería)

### Antiguos
- Mr. Eddie - (voz) (1998–1999)

- Johan Burman - (batería) (1998–1999)

- Magnus Söderman - (guitarra) (1998–1999)

- Thomas Eriksson - (guitarra) (1999–2005)

- Peter Johansson - (guitarra) (1998–2005)

- Magnus Ek - (bajo) (1998–2006)

- Pontus Jansson - (batería) (1999–2006)

- Brute Hanson - (voz), (guitarra) (1999–2005)

- Thomas Ohlsson - (batería) (2006–2008)

- Henrik Sedell - (bajo) (2006–2008)

## Discografía

### Álbumes de estudio
- Perpetual Twilight (2002)

- Far From Heaven (2003)

- The Inquisition (2005)

- The Final Requiem (2006)

- Aftermath (2011)

- Where Dreams Are Forgotten (2014)

- End of All Hope (2019)
- Chapter VIII (2023)

### EPs/demos
- The Beginning (2000)

- Promo 2001 (2001)